# Stadler Rail Valencia
Die  Stadler Rail Valencia S.A.U. ist ein spanischer Hersteller von Schienenfahrzeugen mit Sitz in Albuixech. Sie ist ein Tochterunternehmen von Stadler Rail.

## Geschichte

### MACOSA

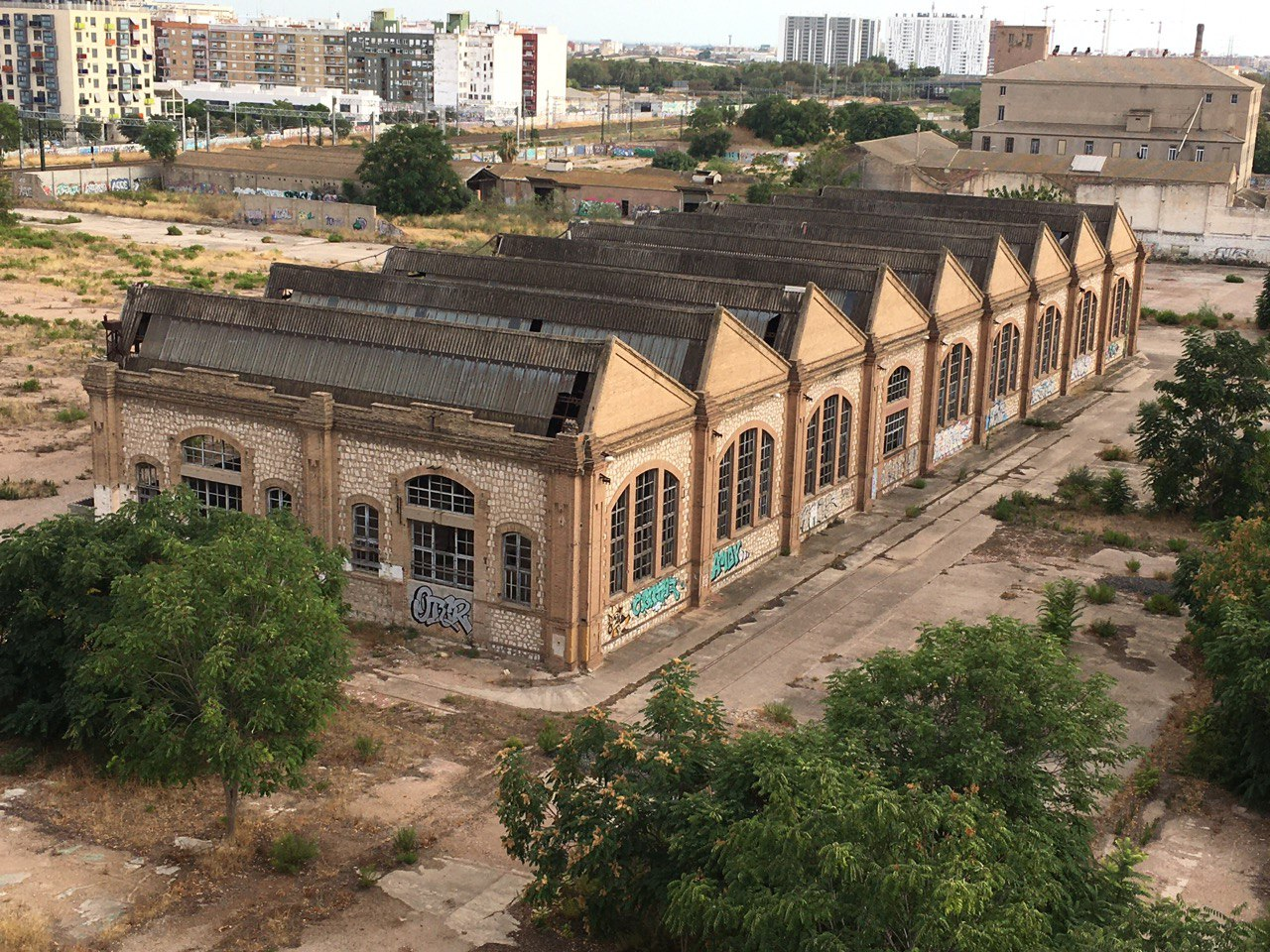
Alter Macosa-Standort (2022)

Das Unternehmen Material y Construcciones S.A. (kurz: MACOSA) entstand 1947 durch die Fusion von Construcciones Devis (auch: Talleres Devis) aus Valencia und Sociedad Material para Ferrocarriles y Construcciones S.A. aus Barcelona.
Anfangs war das Unternehmen nicht vollständig auf die Eisenbahn ausgerichtet, sondern widmete sich auch der Produktion von Omnibussen, Oberleitungsbussen und anderen Produkten für den Straßentransport. In wenigen Jahren nach seiner Gründung expandierte das Unternehmen. Das Werk in Valencia erreichte eine Fläche von 50.000 m2 und das Werk in Barcelona 140.000 m2, wodurch es zu einem der größten Hersteller von Schienenfahrzeugen in Spanien wurde.
Die einzigen von MACOSA gebauten Meterspurlokomotiven waren die Baureihe 130 für die Strecke von Ponferrada nach Villablino in den Jahren 1951 und 1956.
In den 50er Jahren widmete sich das Werk in Barcelona dem Gießen und Formen von Stahl sowie der Herstellung und Reparatur von Autos, Bussen, Eisenbahnwagen und anderem Rollmaterial. Das valencianische Werk beschäftigte sich mit der Herstellung von Dampfkesseln sowie dem Bau und der Reparatur von Elektro- und Dampflokomotiven. In diesem Werk wurden auch andere schwere Materialien wie Kräne oder Metallteile für Dämme hergestellt. MACOSA besaß auch eine kleine Fabrik in Alcázar de San Juan, die sich der Herstellung von Wartungswagen widmete.
1958 wurde in Valencia die letzte Dampflokomotive für Renfe hergestellt.
Eine neue Expansion erfolgte mit dem Nationalen Wirtschaftsstabilisierungsplan und beteiligte damit das Unternehmen am rasanten spanischen Wirtschaftswachstum der 1960er Jahre.
In den 60er Jahren wurden in Valencia Lokomotiven in Lizenz von General Motors hergestellt, zunächst fast ausschließlich im GM-Design. Später fertigte das Unternehmen Lokomotiven nach eigenem Design unter Verwendung von GM-Motoren und -Getriebesystemen.
1970 war MACOSA nach CAF Spaniens zweitgrößter Hersteller der Bahnbranche.
In seiner langen Geschichte wurden in Valencia mehr als tausend Lokomotiven hergestellt; zusätzlich andere Schienenfahrzeuge.

### Meinfesa
1989 fusionierte MACOSA mit La Maquinista Terrestre y Marítima aus Barcelona und wurde zur Mediterránea de Industrias del Ferrocarril, S.A. (Meinfesa). Meinfesa trat 1991 dem multinationalen Unternehmen GEC-Alsthom bei und verlegte seine Produktion von Barcelona nach Santa Perpètua de Mogoda und von Valencia nach Albuixech (Valencia). Das alte Lagerhaus von MACOSA wurde kürzlich geschützt und ist in den neuen Plan des Zentralparks in Valencia eingerahmt.
Kurz darauf ging von RENFE ein Großauftrag über die Umrüstung von Lokomotiven der Baureihe 319 auf die Unterserien 319.2, 319.3 und 319.4 ein. Unter Alstom-Besitz wurden im Werk auch Alstom-Prima-Lokomotiven hergestellt, die nach Großbritannien und Israel exportiert wurden.
Darüber hinaus wurden zwischen 1989 und 1991 60 Lokomotiven der RENFE-Baureihe 310 und dieselelektrische Rangierloks und in den 90er Jahren für die Schweizerischen Bundesbahnen (SBB Am 841), die mexikanischen Eisenbahnen und die Staatsbahnen Israels und Ägyptens hergestellt.

### Vossloh España

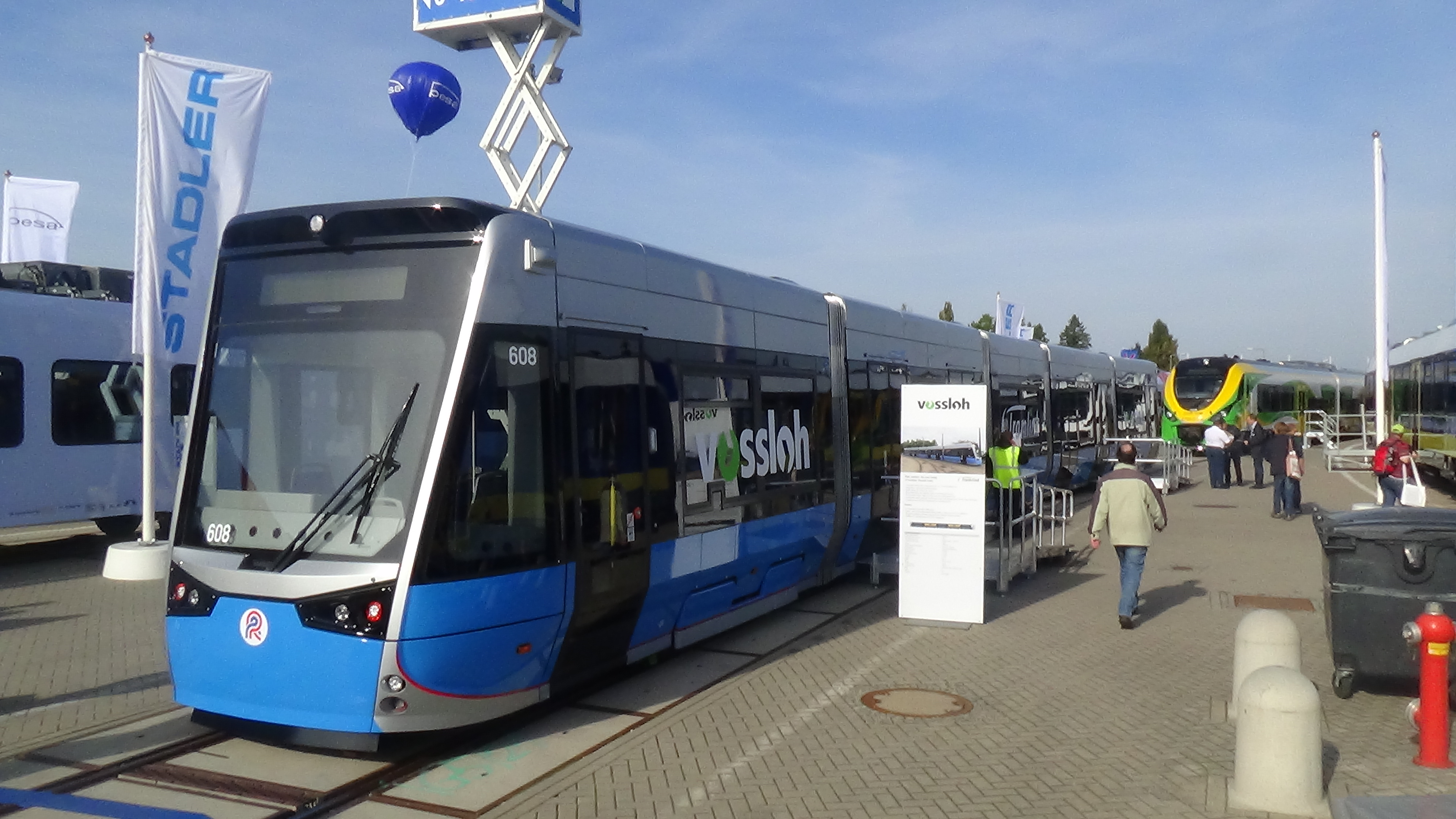
Vossloh TramLink auf der Innotrans 2014

Im März 2005 wurde das Werk Albuixech von Alstom an Vossloh verkauft und entsprechend in Vossloh España umbenannt.
In den ersten Jahren im Besitz von Vossloh wurden Rangierloks SNCF BB 60000 hergestellt und Loks der Baureihe 333 modernisiert. Später wurden Lokomotiven der Typen Vossloh Euro 3000 und Euro 4000 gebaut. Metrozüge der Serie 4300 mit metrischer Spurweite wurden für die Ferrocarrils de la Generalitat Valenciana hergestellt.

### Stadler Rail Valencia
Im Juli 2015 wurde das Unternehmen für 48 Millionen Euro an die Schweizer Stadler Rail verkauft und in Stadler Rail Valencia umbenannt.
Stadler übernahm auch die Schulden von 124 Millionen Euro von Vossloh Spanien. Die Transaktion wurde im ersten Quartal 2016 abgeschlossen.
Im Jahr 2017 schloss Stadler Verträge über die Lieferung von 8 Zügen für die ungarische Stadt Szeged, 6 Speziallokomotiven für die extreme Höhe Boliviens, 10 Lokomotiven für die Havelländische Eisenbahn, 6 Züge für die Linie 9 der Stadtbahn Alicante und 15 Züge für 120 Millionen Euro für Katalonien, zusätzlich zur Produktion von Drehgestellen für die gesamte Firmengruppe.
Im Juni 2018 gaben die spanische Division von Stadler, der französische Bahnbetreiber VFLI und die Leasinggesellschaft Alpha Trains die Unterzeichnung der Kaufverträge für die ersten 12 dieselelektrischen Lokomotiven des Typs Stadler Euro 4001 und den Prototyp der bimodalen Stadler-Eurodual-Lokomotive bekannt.
Im August 2018 erteilte Wales & Borders Stadler Rail einen Auftrag über 36 Citylink-Straßenbahnen und 35 Flirt-Züge. Die 36 Straßenbahnen werden im Werk Valencia entworfen und hergestellt.
Das Hauptwerk war von der Flutkatastrophe in Spanien 2024 nicht betroffen, aber drei Lager und mehrere Zulieferer im südlichen Bereich der Metropolregion. 400 der Mitarbeiter wohnen im betroffenen Gebiet.

## Gegenwart
Im Rekordjahr 2022 gingen Aufträge im Wert von 5 Milliarden Euro ein. Der größte Auftrag darunter waren die 246 VDV-Tram-Train für Deutschland und Österreich. Deshalb wurde im Jahr 2023 ein ehemaliger Nordex-Standort im Industriegebiet La Mezquita in Vall de Uxó übernommen, um die Produktionskapazität des Werks Albuixech zu erweitern. In Sagunto wurde ein Logistikstandort angemietet. Ein Adif-Grundstück in Albacete soll als Prüf- und Technologiezentrum genutzt werden.

## Produkte (Auswahl)

### Lokomotiven

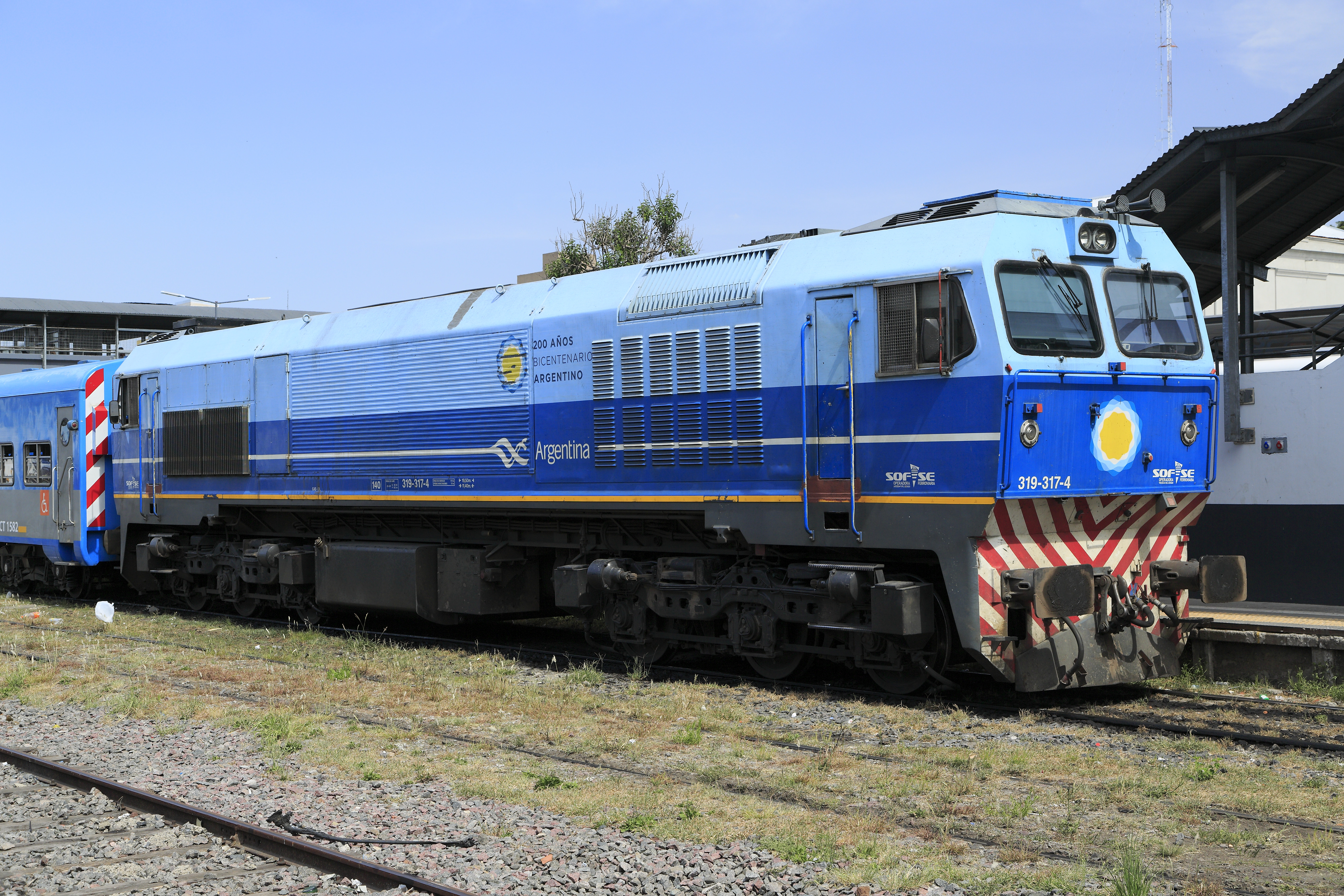
Ehemalige Renfe-Lokomotive 319 317 in Argentinien

Folgende Lokomotiven werden bzw. wurden gefertigt. (Spanische Baureihennummern in Klammer)
- Stadler Euro 6000 (256)
- RENFE-Baureihe 333 (gemeinsam mit Nydqvist och Holm)
- Vossloh Euro 3000 (334)
- Vossloh Euro 4000 (335)
- Vossloh Eurolight (336)
- Stadler Eurodual
- Stadler Euro 4001 (337)
- Stadler Euro 9000
- Stadler SALi (einschl. FGC-Baureihe 257)
- Britische Klasse 88
- VR Dr19

### Triebwagen
- RENFE-Baureihe 592
- Vossloh Tramlink
- Vossloh Citylink